# Avalon

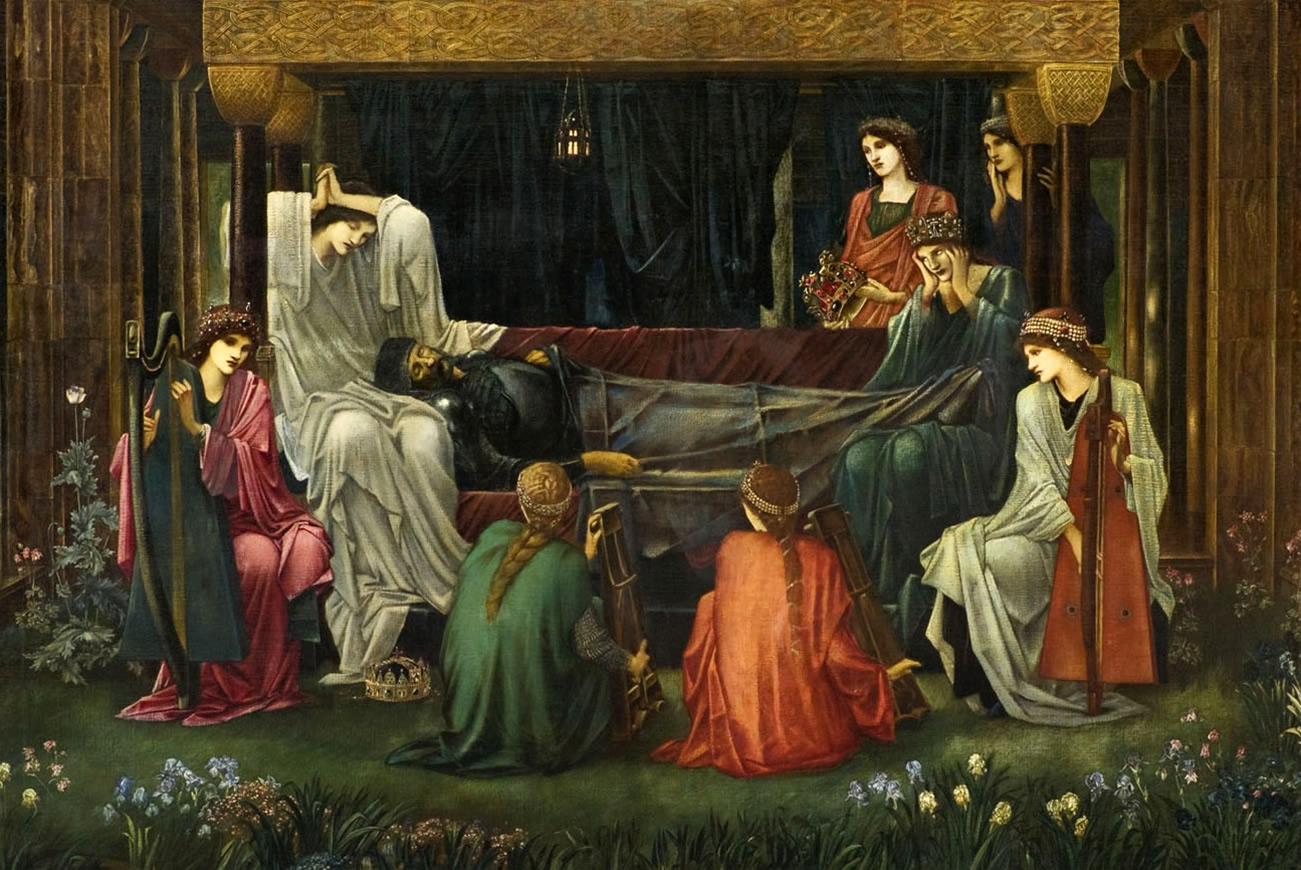
The Last Sleep of Arthur de Sir Edward Burne-Jones

Avalon este o insulă legendară, unde se spune că a fost făurită sabia Excalibur a regelui Arthur și unde acesta a fost dus să îi fie vindecate rănile după ultima sa luptă. Insula este locuită de Morgan Le Fay și cele opt surori ale ei, care au puteri vindecătoare. 
Avalon a fost descrisă pentru prima dată de Geoffrey of Monmouth în Historia Regum Britanniae.